# Петър Мюленс
Петър Мюленс е немски лекар и главен хигиенист на Българската армия по време на Първата световна война.
Той е 7-ми по ред „доктор хонорис кауза“ на Софийския университет заради заслугите му за организиране на борбата с маларията в България.
След като завършва медицина работи като корабен лекар в Кайзерлихе Марине. Посещава Китай по време на Боксерското въстание, след потушаването на което заминава за Австралия. От 1901 г. е на работа в хамбургския институт по тропическа медицина, а през 1911 г. напуска служба за да се отдаде на научна дейност. През 1912/14 г. е в Ерусалим, където върлува малария. От 1915 г. е главен хигиенист на Българската армия. След края на Първата световна война е специален представител и пратеник на кралското правителството на сърби, хървати и словенци в Далмация – за борба с маларията. През 1921/22 г. е представител на Червения кръст в Съветска Русия за борба с коремния тиф. 
От 1925 г. е доктор хонорис кауза на Хамбургския университет. През 1926 г. той лекува тежко болните от малария в Бургаската болница с новооткрития плазмохин и изнася доклад по темата пред конференция на лекарите от Бургаски окръг. В периода 1924/31 г. на три пъти прави изследователски и лекционни пътувания до Южна и Централна Америка. От 1933 г. е директор на Института по тропическа медицина „Бернхард Нохт“. От 1933 г. е и член на Националсоциалистическия съюз на учителите. Той е един от 900-те подписали на 11 ноември 1933 г. заявлението на професорите в подкрепа на Хитлер. През 1933 г. предприема изследователско и лекционно пътуване в Китай и Япония, през 1934 г. в Испания, през 1935 г. в Португалия и в България през 1936 г. През май 1939 г. е водач на делегацията на Райха за тържествата по повод 50-годишнината на Софийския университет, в качеството си на единствения германски учен почетен доктор на Университета. 
От 1935 г. е член на Академия Леополдина, а от следващата 1936 г. е председател на Германското общество по тропическа медицина (Deutsche Gesellschaft für Tropenmedizin und Internationale Gesundheit). Член на НСДАП от 1937 г.
С посвещение на неговия приятел проф. Васил Моллов, през 1939 г. издава спомени за работата си начело на българската военно-медицинска служба през Първата световна война.  От октомври 1940 г. е президент на Колониалната академия на НСДАП (Kolonialärztliche Akademie der NSDAP).